# 헨트 미술관
헨트 미술관(독일어: Museum voor Schone Kunsten, 약칭: MSK, 영어: Museum of Fine Arts, Ghent)은 벨기에 헨트에 있는 미술관이다.
헨트 미술관은 중세부터 20세기까지의 약 9000점의 예술 작품으로 구성되어 있다. 600개가 넘는 작품이 영구적으로 전시되어 있으며 컬렉션은 주로 플랑드르 미술(네덜란드 남부)에 초점을 맞추고 있다. 이곳에는 수많은 조각품 외에도 여러 유럽 국가, 특히 프랑스의 그림이 소장되어 있다.
박물관은 상설 전시 외에도 임시 전시회를 열기도 한다. 2011년 3월부터 2021년 1월까지 41개의 전시회를 진행했다.
현재 미술관 건물은 1900년경 도시 건축가 찰스 반 리셀베르그(Charles van Rysselberghe)에 의해 설계되었다. 또한 헨트 미술관은 4년간의 복원 작업을 거쳐 2007년에 재개관했다.
플랑드르의 세 주요 미술관을 '플랑드르 미술 컬렉션'(The Flemish Art Collection)이라고 일컫는데, 헨트 미술관은 안트베르펜 왕립미술관, 브뤼허에 위치한 그뢰닝게 미술관과 함께 구조적 파트너십을 이루고 있다. 이 세 미술관의 컬렉션은 비슷한 방식으로 발달되어 왔으며, 서로 완벽하게 보완해주고 있으며 15세기부터 20세기까지 플랑드르 미술의 독특하고 대표적인 개요를 함께 제공한다. 이들 세 미술관은 벨기에의 문화 유산에 대한 동일한 책임을 공유하는 파트너로서, 전문 지식을 공유하고, 세계적인 작품을 포함하여 컬렉션에 대한 보다 지속 가능하고 고품질의 관리와 국제적 인지도를 높이기 위해 협력하고 노력한다.

## 소장품

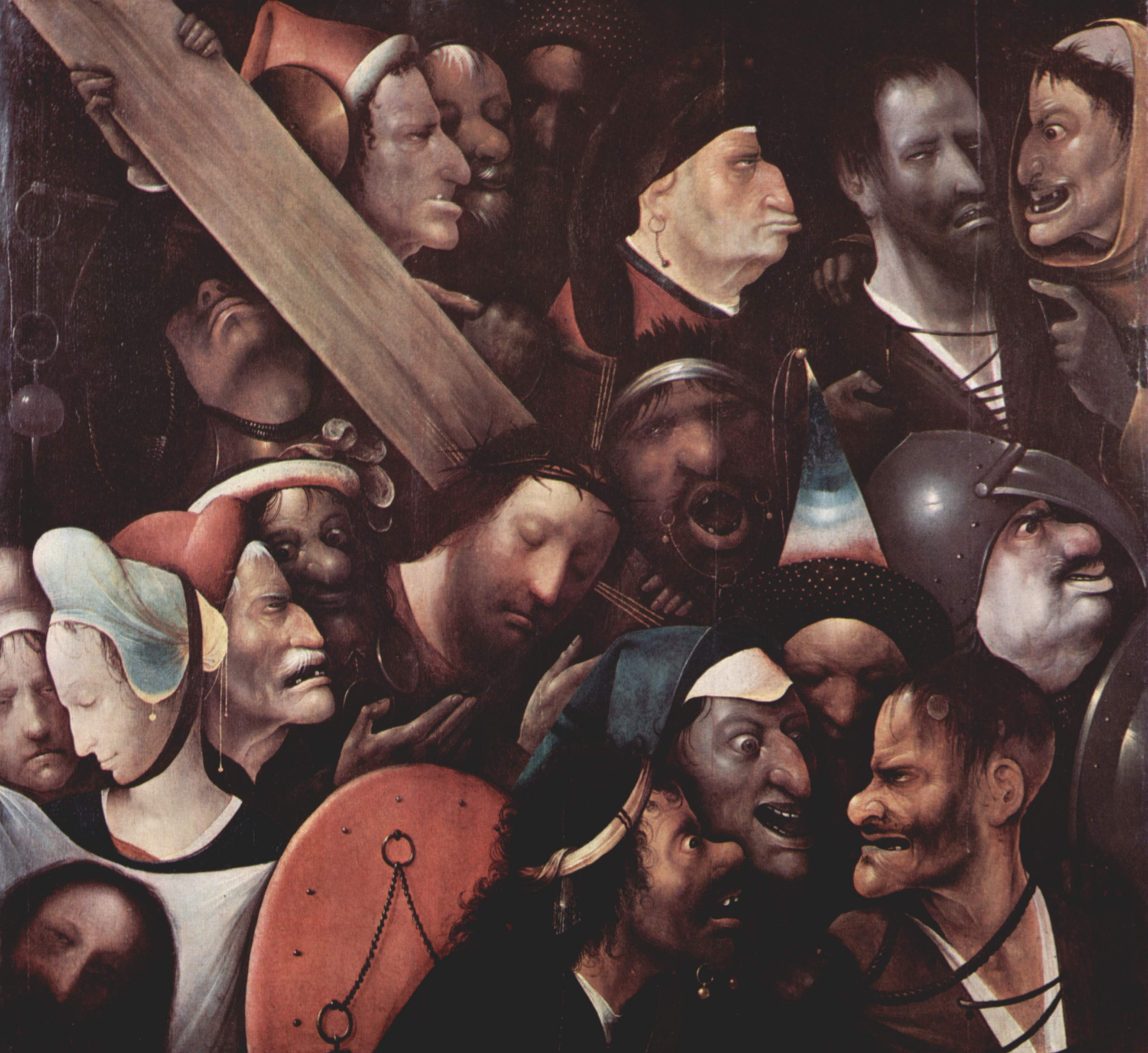
《십자가를 짊어진 그리스도》, 히에로니무스 보스, 1510년~1535년경
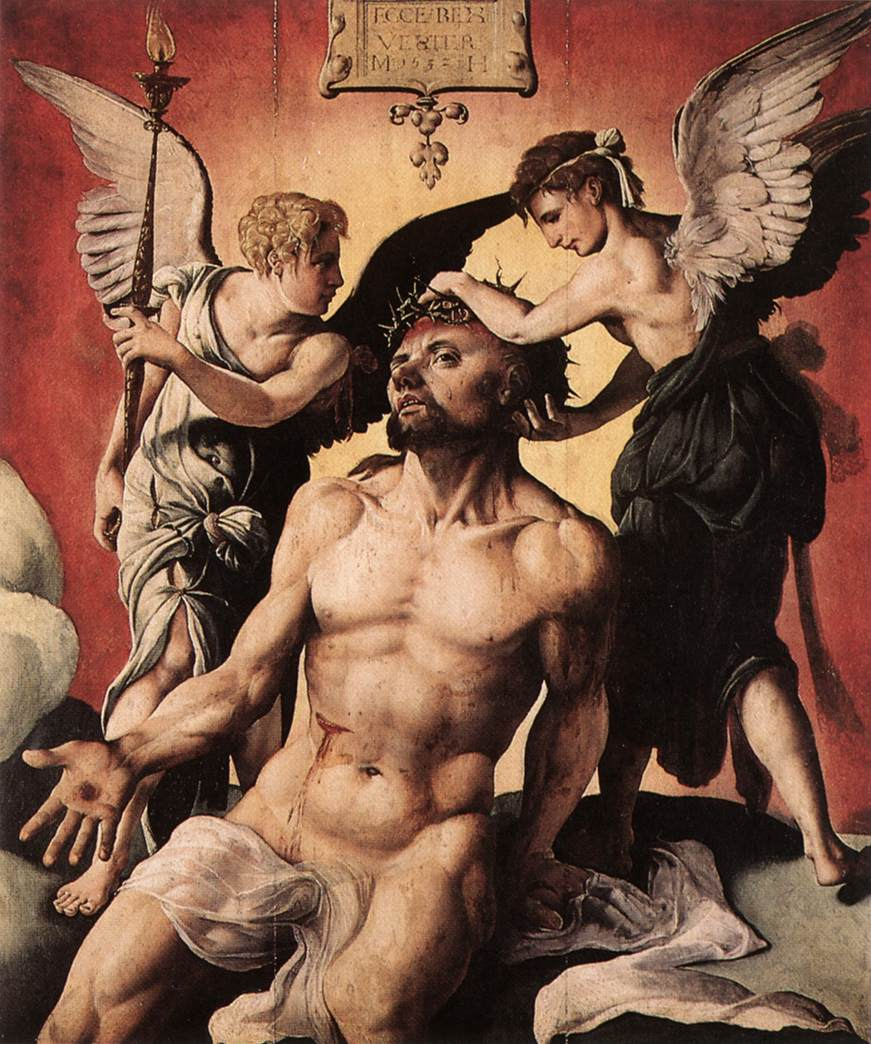
《애통하는 자, 마르턴 판 헤임스커르크》, 1532년
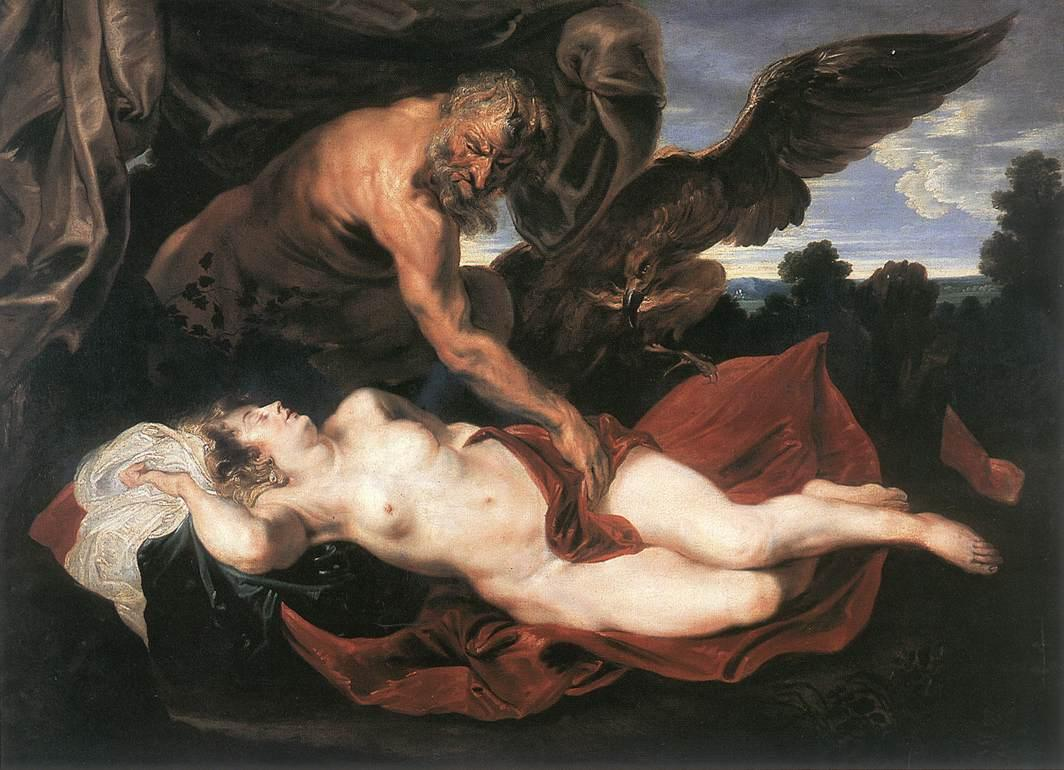
《주피터와 안티오페》, 안토니 반 다이크, 1617년~1618년경
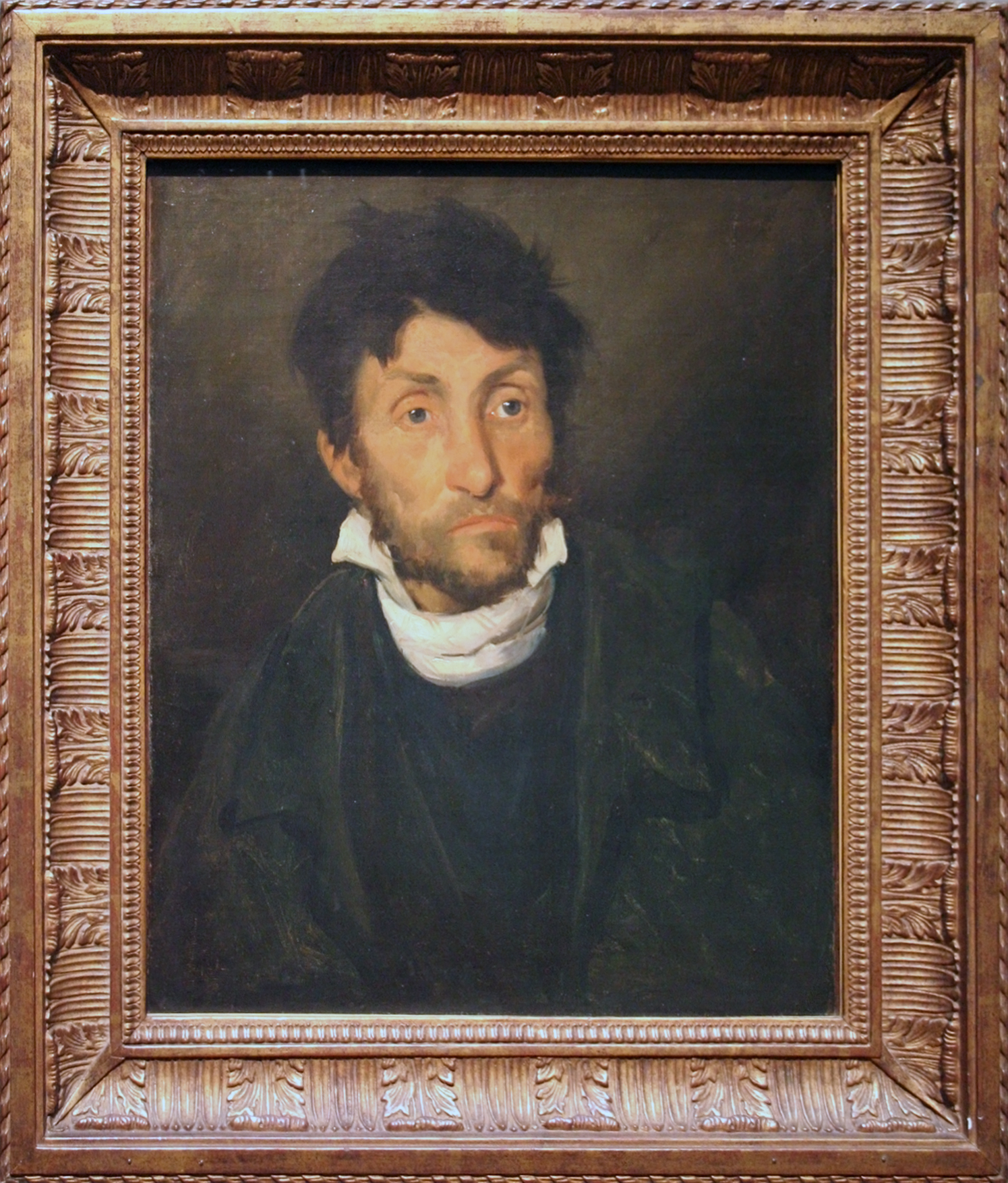
《도벽환자의 초상》, 테오도르 제리코, 1822년
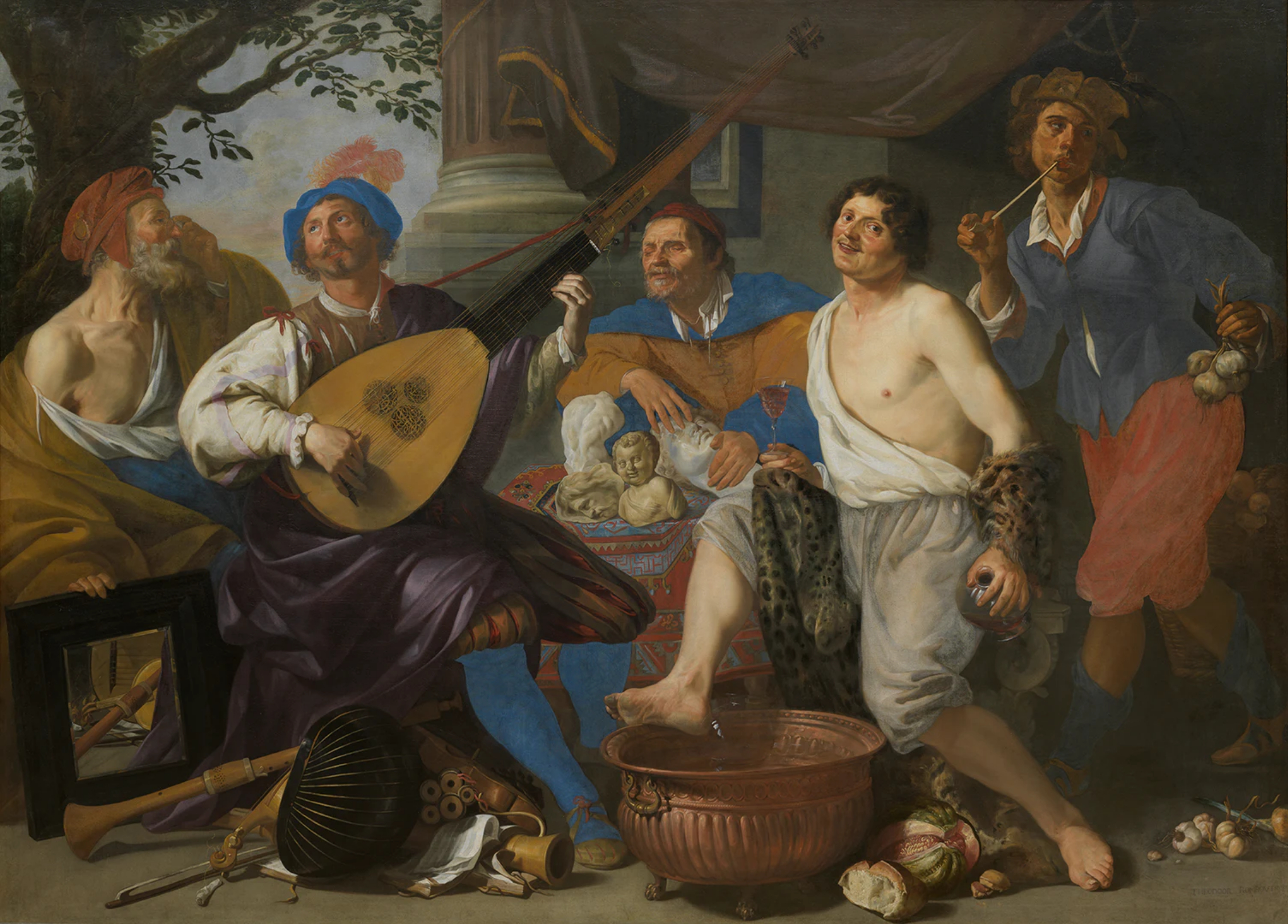
《오감의 의인화》, 테오도어 롬보츠
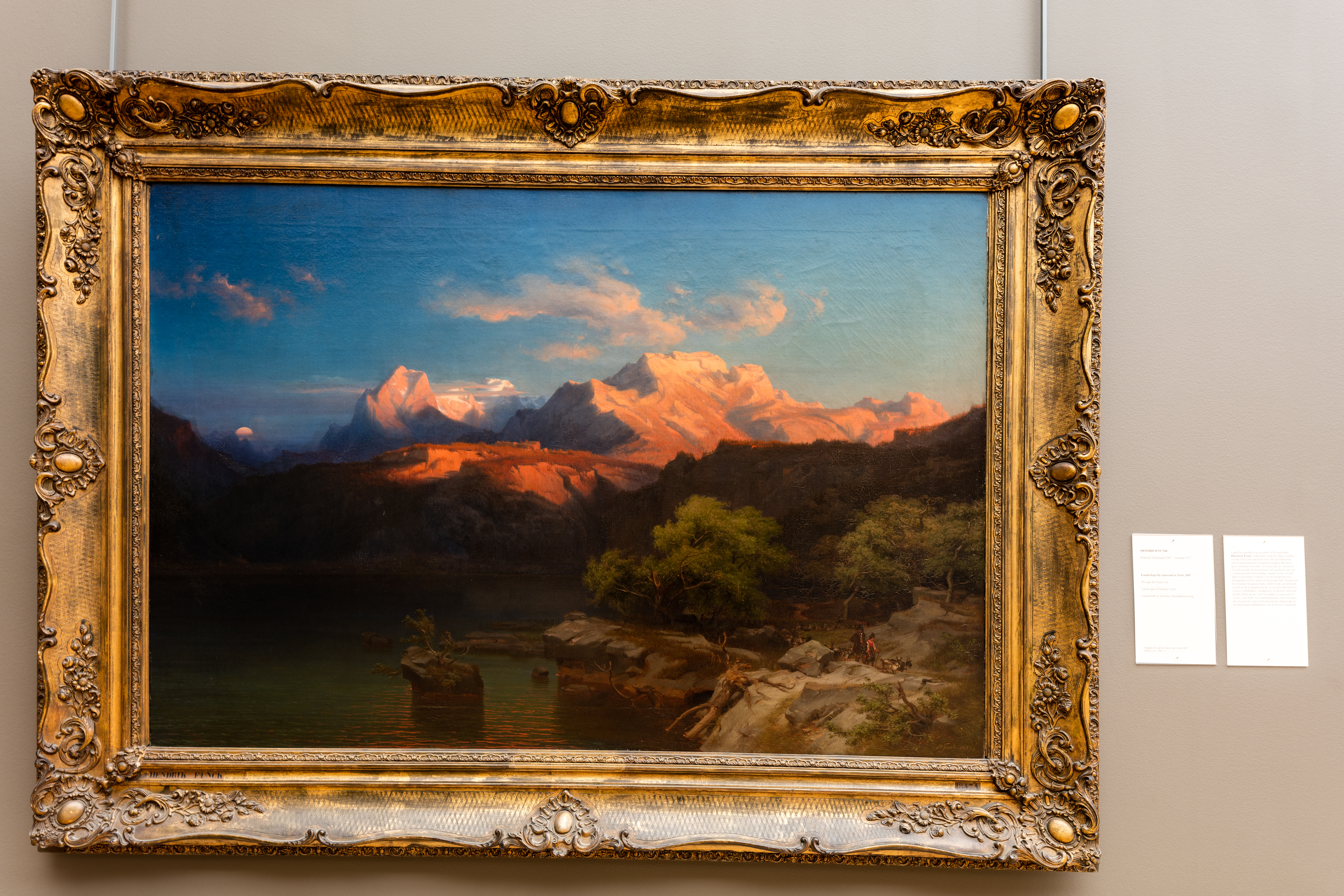
《티롤의 황혼의 풍경》, 하인리히 펑크, 1847년